# Umlaufův mlýn
Umlaufův mlýn (Dolní) v Otovicích v okrese Náchod je vodní mlýn, který stojí na pravém břehu řeky Stěnavy na okraji obce, u hraničního přechodu do Polska. Je chráněn jako nemovitá kulturní památka České republiky.

## Historie
Mlýn je zaznamenán v Hesseliově urbáři z roku 1676:
```
„Tento mlýn odkoupil p. opat Wolfgang Selender von Proschwitz od vdovy po Davidu Johnovi. Patří k staré šolcovně, která byla také odkoupena k panskému dvoru za 275 kop. Tento mlýn má jedno mlýnské složení, současným mlynářem je Georg Khalert, odvádí na poplatcích 25 kop ročně a 6 kop výkrmného. U tohoto mlýna se loví úhoři.“
[
1
]
```

Roku 1772 byl na místě starého mlýna postaven mlýn nový (viz letopočet na klenáku sklepení), mlýnice postavená roku 1776 se nedochovala; název je doložen v roce 1793.

## Popis
Obytný dům má zdobný barokní štít s nikou nad římsou, ve které je soška sv. Floriána. Ve mlýně jsou místnosti s původními barokními klenutými stropy. Na výzdobu budovy, ostění a zárubně byl použit červený broumovský pískovec.
Voda na vodní kolo vedla náhonem. K roku 1676 měl mlýn jedno složení, v roce 1930 jedno kolo na svrchní vodu (průtok 0,76 m³/s, spád 1,8 m, výkon 10 k); mlýnská technologie se nedochovala.